# Volo Garuda Indonesia 035
Il volo Garuda Indonesia 035 era un volo regionale della Garuda Indonesia che colpì un pilone e si schiantò durante l'avvicinamento all'Aeroporto di Medan-Polonia il 4 aprile 1987. Perirono 23 dei 45 occupanti tra passeggeri e membri dell'equipaggio a bordo.

## L'aereo
Il volo era operato da un Douglas DC-9-32 costruito nel 1976 registrato PK-GNQ. L'aereo rimase danneggiato irreparabilmente. Il suo codice è stato successivamente assegnato ad un Boeing 737-800, anch'esso operato dalla stessa compagnia aerea.

## L'incidente
Il DC-9 era in fase di avvicinamento all'aeroporto di Medan durante un temporale assistito dal sistema di atterraggio strumentale. L'aereo colpì le linee elettriche e si schiantò vicino alla pista, spezzandosi, mentre la sezione di coda si separò dal resto del velivolo. Infine scoppiò un incendio.
La maggior parte dei sopravvissuti fuggì attraverso gli squarci nella fusoliera e 11 vennero lanciati fuori dall'aereo. Morirono quattro degli otto membri dell'equipaggio e 19 passeggeri riportarono delle ferite mortali a causa dell'inalazione di fumo e delle gravi ustioni. Quattro membri dell'equipaggio e 18 passeggeri rimasero feriti gravemente. Tutti i decessi sono stati causati dall'incendio e non dall'impatto con il suolo.